# كريستل خليل
كريستل خلـيل (بالإنجليزية: Christel Khalil)‏ هي ممثلة أمريكية، ولدت في 30 نوفمبر 1987 في لوس أنجلوس في الولايات المتحدة. من الجوائز التي نالتها جائزة إيمي داي تايم ‏.

## أعمال

### مسلسلات
- الفتيات الخارقات

## جوائز
- جائزة إيمي داي تايم [الإنجليزية]‏

## وصلات خارجية
- كريستل خلـيل على موقع IMDb (الإنجليزية)
- كريستل خلـيل على موقع قاعدة بيانات الفيلم (الإنجليزية)